# Cmentarz Slávičie údolie w Bratysławie

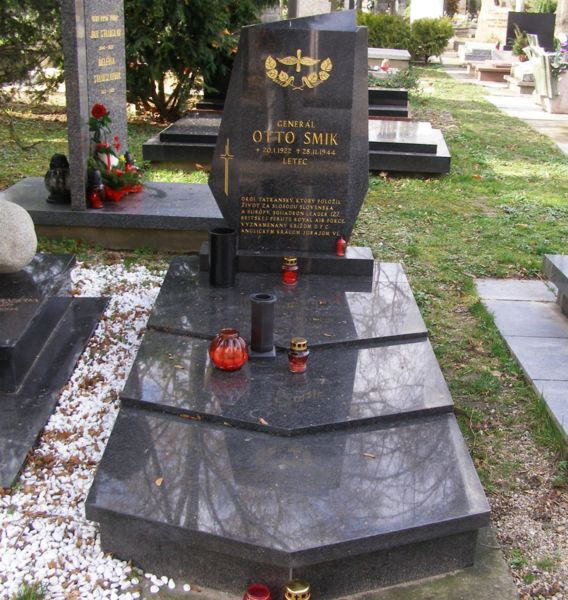
Grób Otto Smika - bohatera II wojny światowej

Cmentarz Slávičie údolie w Bratysławie (słow. cintorín Slávičie údolie) – został założony w 1912 roku i zajmuje obszar 18,5 ha. Znajduje się przy ulicy Staré grunty w dzielnicy Karlova Ves. Wśród pochowanych są m.in. Alexander Dubček, Margita Figuli i Ján Langoš.